# 닐 워녹
닐 워녹(Neil Warnock, 1948년 12월 1일 ~ )은 잉글랜드의 전 축구 선수로, 현재는 축구 감독이다.